# Крепость

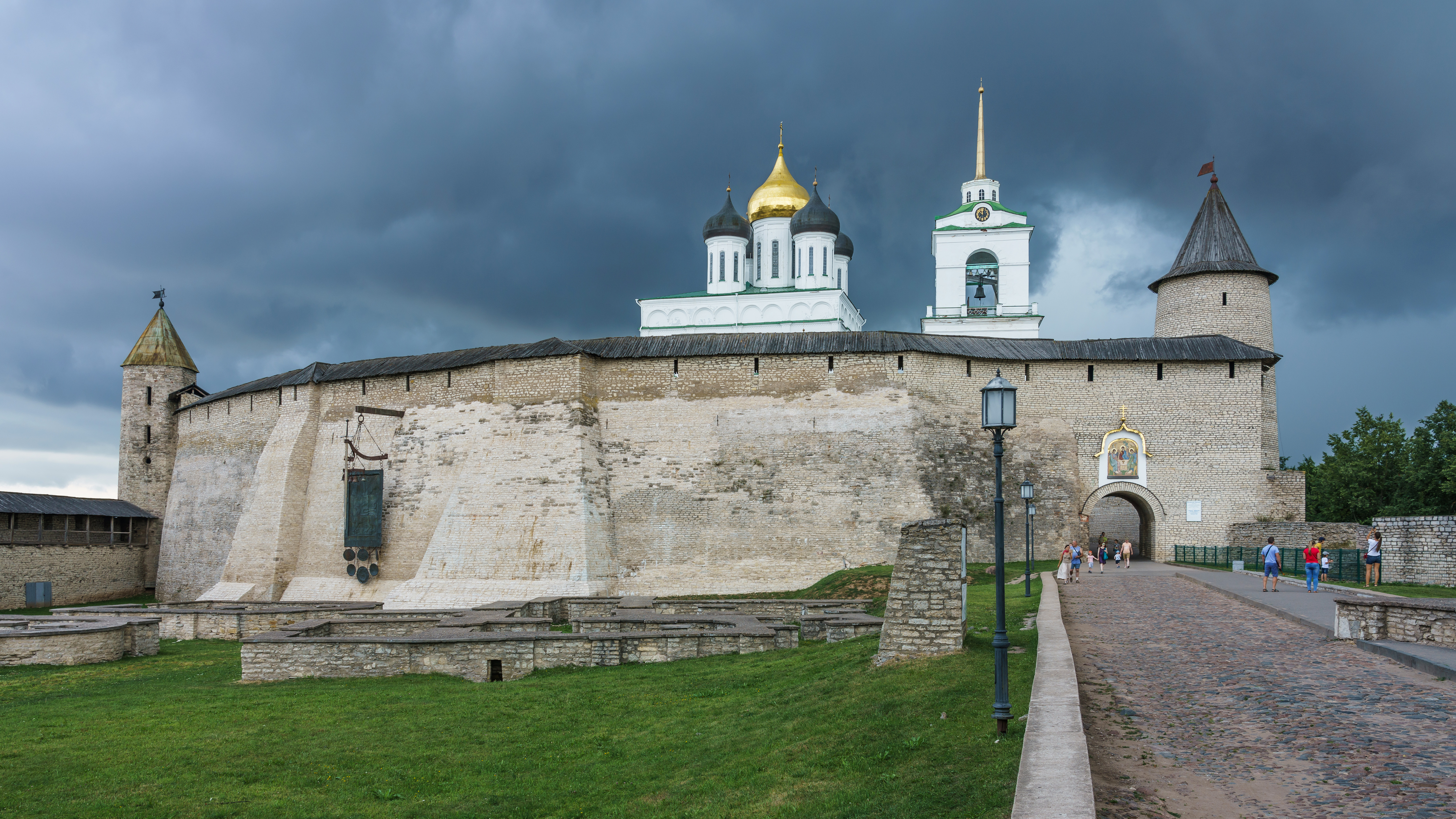
Псковский кремль (Россия)

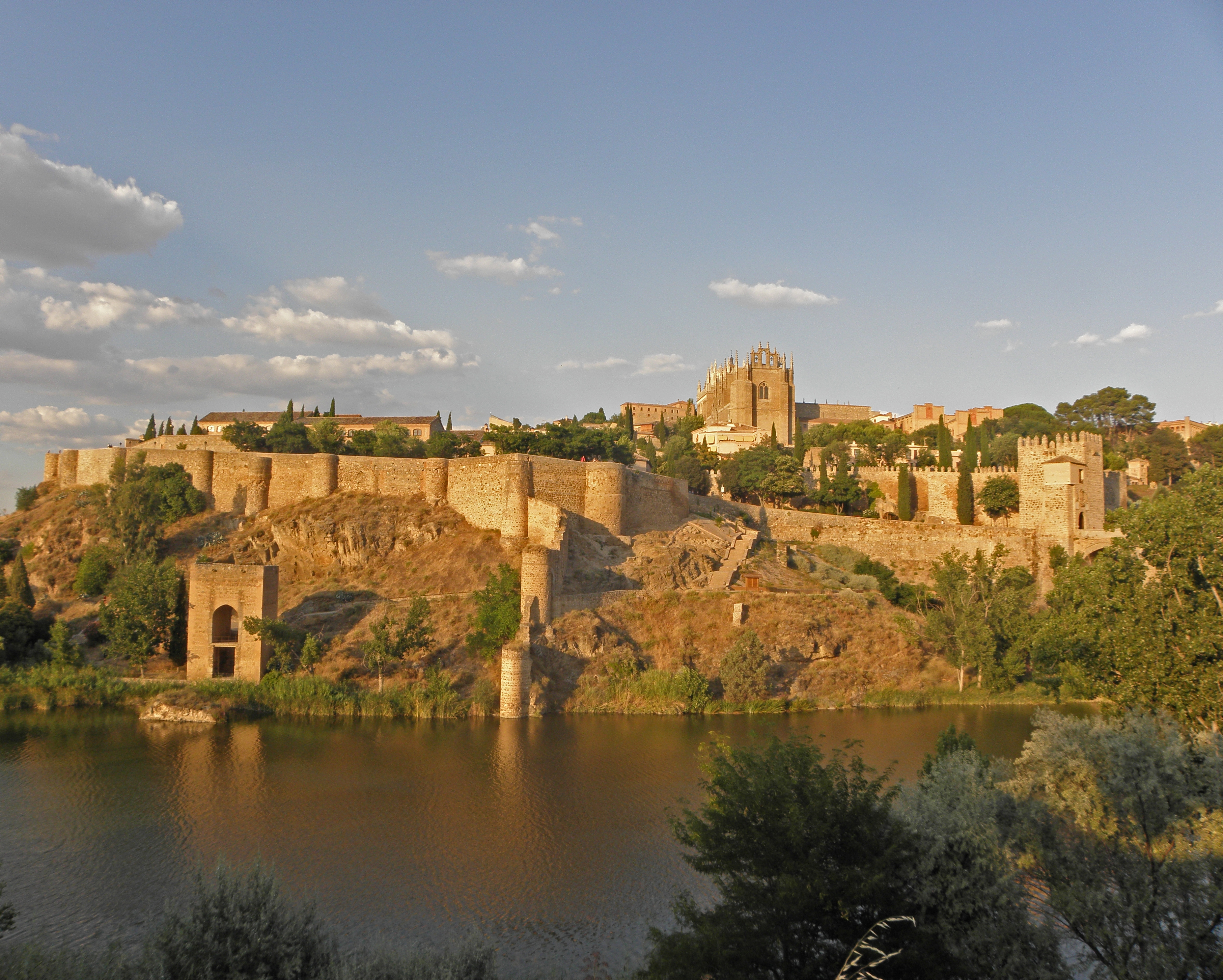
Стены Толедо (Испания)

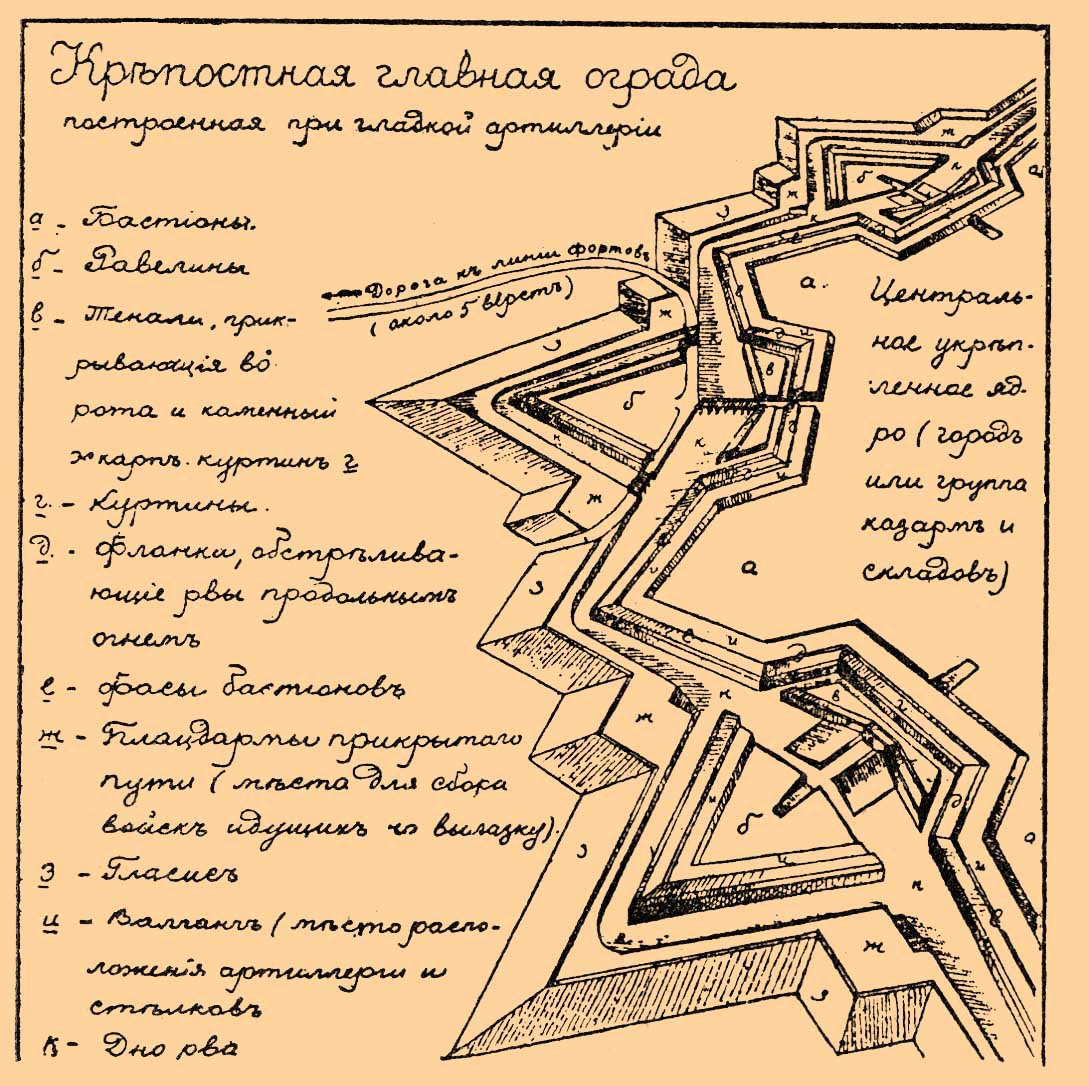
Иллюстрация из Энциклопедического словаря Брокгауза и Эфрона (1890—1907)

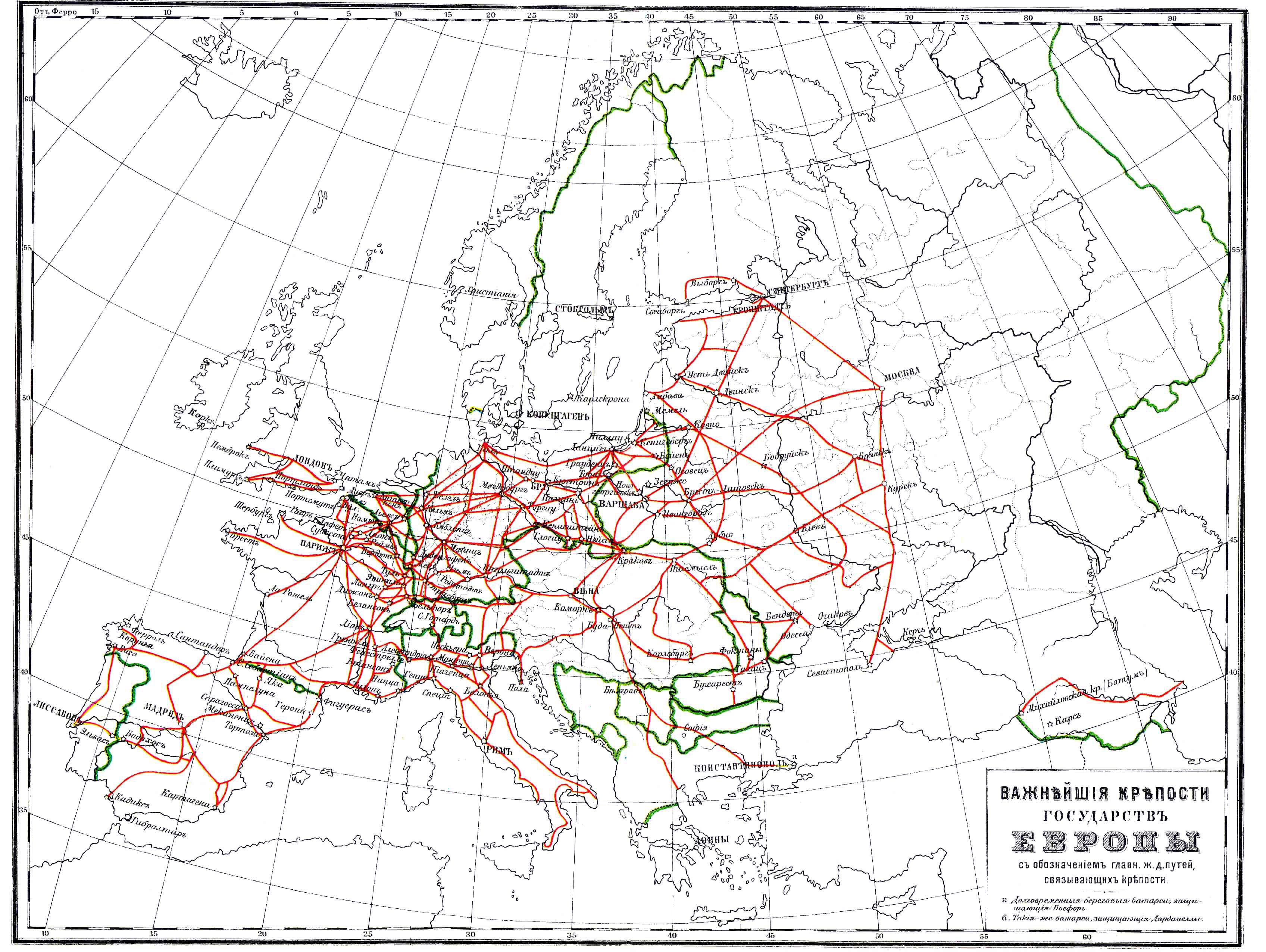
Иллюстрация из Энциклопедического словаря Брокгауза и Ефрона (1890—1907)

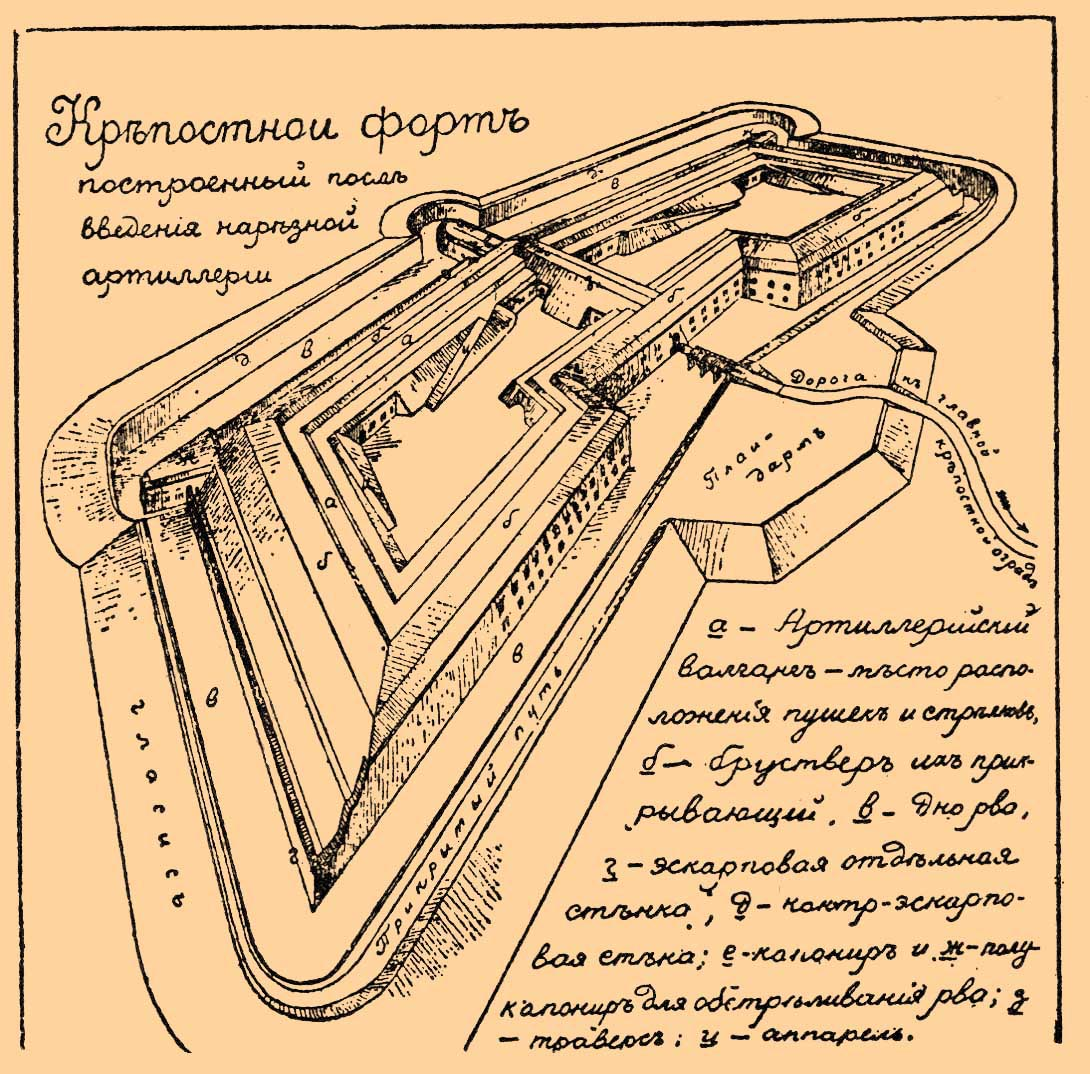
Иллюстрация из Энциклопедического словаря Брокгауза и Ефрона (1890—1907)

Кре́пость, также устар. форте́ция — инженерное фортификационное сооружение, укреплённый оборонительный пункт.
В других источниках указано что слово Крепость означает, в военном смысле, какое-либо место, укреплённое искусством, природой или совокупно тем и другим важный в военном отношении пункт, обнесённый со всех сторон долговременными, то есть особенно сильными и прочными укреплениями, возведенными задолго до войны, из земли, камня и железа, и снабженный ещё в мирное время гарнизоном, вооружением, запасами и управлением, и способный, благодаря всему этому, в любое время оказать продолжительное сопротивление превосходным силам неприятеля без всякой помощи извне. В более широком смысле крепостью назывался каждый обнесенный стеной город. Комплекс береговых оборонительных сооружений для защиты побережья, акватории моря и гавани (порта) — морска́я кре́пость. Крепость, крепостца, кремль — Цитадель (ж.). Детинец, внутреняя крепостца, крепость внутри города; стена с бойницами, воротами, башнями, ограждающая важнейшую часть города, дворец, казну и прочее — Кремль (м.) крем, кремни́к, стар. и кром.

## Описание
«Крепостью» называют как одиночное оборонительное строение, так и комплекс строений, как правило, это обнесённая крепостной стеной территория, в которой находится постоянный гарнизон, с большим запасом продовольствия и вооружения, для пребывания в долговременной осаде. Лишь с изобретением новых видов вооружения и применением новой тактики ведения боя значимость крепостей как основных оборонительных пунктов ослабла.
К первым крепостным сооружениям можно отнести земляные валы, ряды из частокола, которым огораживались небольшие поселения. Некоторые первобытные крепости устраивались на холмах, позднее перед крепостной стеной появляются рвы с водой. С развитием военного дела и строительства, крепости меняли очертания.
Классическая крепость состояла из башен (круглого или квадратного сечения), соединённых крепостной стеной с бойницами.
В Средние века получили распространение небольшие крепости-замки, в которых проживали феодалы. Замки служили защитой от набегов соседей. В замке находили убежище и крестьяне, которые находились в повинности у феодала. С концом феодальной раздробленности роль замков снижается. Некоторые замки перестраивали в дворцы, утрачивая своё оборонительное назначение.
Следует понимать разницу между крепостью и замком. Если замок — это, фактически, одно строение (здание), в котором в единое целое соединены и стены, и мосты, и жилые помещения (казармы, арсеналы), и башни, и рвы, и другие сооружения, то крепость — это участок земли, обнесённый стеной с башнями. При этом территория может быть как плотно застроена (домами, церквями, складами), так и пуста, в этом случае можно говорить о крепостном дворе. Кроме того, крепость, как правило, имеет намного большую площадь, чем замок, что и позволяло застраивать внутреннее пространство крепостей различными строениями. Частный случай города-крепости — многочисленные русские кремли. Также различается и их функциональное предназначение. Крепость, как правило, призвана защищать важный в военном отношении объект (город, узел дорог, переправу через реку или горный перевал). Так, например, в Российской империи Варшавская крепость защищала сам город и переправы через Вислу, схожие функции выполняли крепости Ивангород и Новогеоргиевск. К этой же категории фортификационных сооружений можно отнести Тульский кремль, который первоначально был построен на другом от города берегу реки и защищал переправу. Центром современного города он начал становиться после того, как граница Русского государства отодвинулась на юг и были созданы Белгородская, а потом Украинская оборонительные линии.

## Виды, типы и классы
В военном деле существовало деление крепостей по видам, типам и классам:
- Сухопутная крепость[8] — комплекс оборонительных сооружений для защиты какой-либо территории,  важного в военном отношении объекта (город, узел дорог, переправу через реку или горный перевал;
- Морская крепость[9] — комплекс береговых оборонительных сооружений для защиты побережья, акватории моря и гавани (порта);
- Прибрежная крепость[10];
- Островная крепость[11];
- Фортовая крепость;
- Крепость I (1-го) класса[12] (первоклассная крепость[13]);
- Крепость II (2-го) класса[12] (второклассная крепость);
- Крепость III (3-го) класса (третьеклассная крепость);
- Крепость-склад[12];
- и так далее.

## Состав
- Ядро крепости — главное (центральное) сооружение (укрепление) крепости.
- Главная (центральная) ограда — главное (центральное) укрепление крепости, имевшее сплошную круговую ограду вокруг ядра крепости и состоявшее из валов со рвом впереди, соединяющих отдельные опорные пункты — верки крепости (форты, бастионы). Рвы получали продольную оборону из фланкирующих построек опорных пунктов или из отдельно расположенных сооружений. Назначение главной (центральной) ограды защита ядра крепости от атаки открытой силой и служить тыловой позицией на случай прорыва противника через промежутки между верками крепости (фортами, бастионами).
- Фортовый (бастионный) пояс крепости — главная позиция крепости, состоящая из отдельных фортов (бастионов), расположенных в нескольких километрах от ядра крепости и образующих внешний пояс её укреплений.
- Крепостные войска
- Крепостная артиллерия
- Комендант крепости
- и так далее

## Город-крепость
Средневековый город окружался крепостной стеной, в таких случаях сам город и являлся крепостью. В XV—XVI веках с ростом городов значение крепостных (городских) стен, которые окружали лишь центральную часть города, снизилось. Стены разрушали, или же на их основе строили дома.
Хороший пример типичного древнего средневекового города-крепости, окружённого крепостной стеной — Иерусалим с полностью сохранившейся городской стеной Старого города. Известны города-крепости в средневековой Европе, из которых сохранилось не так много, например, старый город с крепостной стеной в Авиле. В древнем и средневековом Китае также строились города-крепости, из которых также сохранилось немного, например, территории старых городов с крепостными стенами в Сиане, Датуне, Пинъяо.
Особенно многочисленны и хорошо известны города-крепости на территории современной России и бывшей Российской Империи, где они называются кремлями, а также детинцами. Самой протяжённой крепостью России и Европы является Смоленская крепостная стена — 6500 м. Известны также руины городской стены в городе Правдинск Калининградской области и другие.
Наиболее известные примеры города-крепости в России — Москва и Калининград. Это 2 города с типичной кольцевой застройкой.
В Москве сохранилась центральная крепость — Московский кремль (первая линия обороны) и часть стены Китай-города (второй линии обороны). Третья линия обороны (Белый город, ныне его границы указывает Бульварное кольцо), как и четвёртая (Земляной город — в пределах нынешнего Садового кольца), в Москве, в основном, сохранились лишь в названиях улиц. В то же время на некоторых участках Бульварного кольца сохранились белокаменные фундаменты стены Белого города, но для широкого круга в ближайшее время будет доступен только участок на Хохловской площади (также в состав нового подземного перехода на Сухаревской улице должны были войти сохранившиеся фундаменты Сухаревой башни Земляного города, разобранной в советское время). Кроме этого, здесь сохранились оборонительные монастыри, находящиеся как в пределах Белого города, так и за Земляным городом, в основном вдоль линии Камер-Коллежского вала. Оборонительную роль играл и храм Вознесения в Коломенском, который служил дозорной башней. Наконец, существовала более дальняя линия оборонительного сооружения, состоящая из монастырей и кремлей (Сергиев Посад, Клин, Дмитров, Можайск). В свою очередь, кремли ныне подмосковных городов также окружались монастырями-форпостами (например, Можайск).

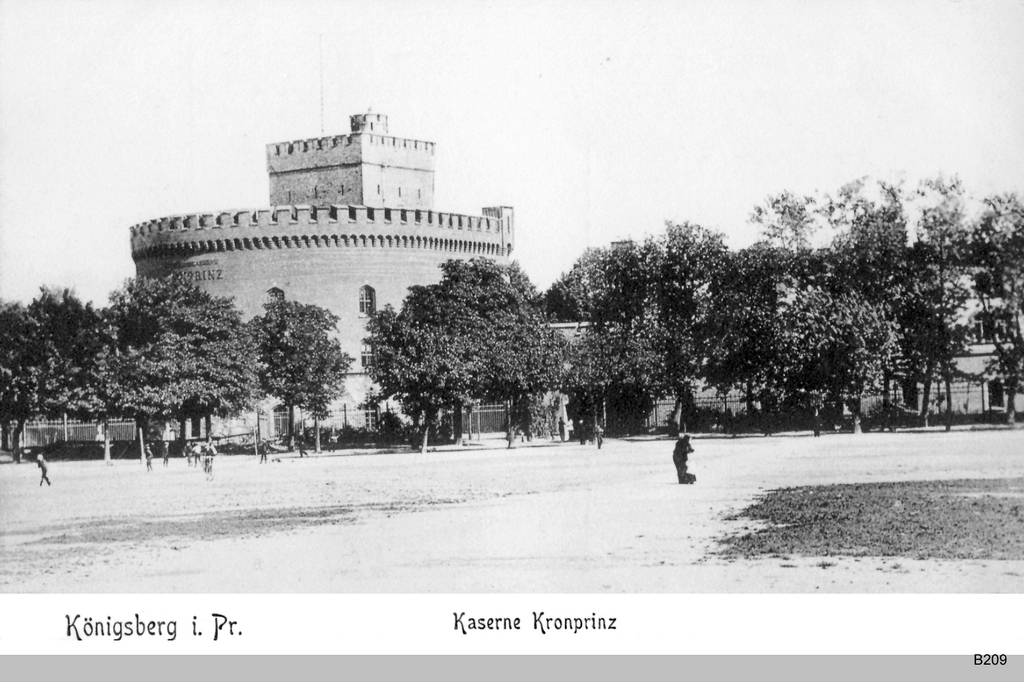
Оборонительная казарма «Кронпринц» — часть укреплений Литовского вала в Кёнигсберге (открытка начала XX века), сохранилась до настоящего времени

В Калининграде степень сохранности иная. Знаменитый Кёнигсбергский замок не сохранился. Зато частично сохранились другие линии обороны — земляной Литовский вал  с подземными укреплениями, городские ворота, пригородная и загородная линии обороны, состоящие из многочисленных фортов.

## Известные крепости
Многие крепости получали историческую известность в результате их упорной обороны (Измаил, крепость Осовец, Нарын-Кала, крепость-герой Брестская крепость). Некоторые крепости прославились как тюрьмы (например, лондонский Тауэр, парижская Бастилия, Петропавловская крепость в Санкт-Петербурге, также тюрьма-Пиллау).
Многие крепости сохранились до сих пор и являются историческими памятниками (та же Петропавловская крепость).

## История крепостей

### Крепости в древности и в Средние века
В древности и в Средние века городские стены и башни строились из камня, кирпича, дерева. Вокруг них обычно прорывался ров, иногда наполненный водой. Городские укрепления служили для укрытия от врага горожан и жителей окрестных поселений.
Приход врага практически всегда означал для жителей разграбление их имущества, зачастую также они угонялись в рабство, нередкими были и массовые убийства. Поэтому при приближении врага жители стремились спрятаться за городскими стенами, взяв с собой те ценности, которые можно было унести.
Взять крепость было непросто, для этого требовались осадные орудия, подкопы, штурмовые лестницы. Более верным способом было осадить крепость и ждать, когда в ней закончится продовольствие и начнётся голод. Однако в случае длительной осады голод грозил и осаждающим, после того, как они опустошали все окрестности, так как подвоз продовольствия в ту эпоху было осуществить крайне затруднительно.

### Крепости враннее Новое время
После появления огнестрельного оружия (артиллерии) его прежде всего стали использовать для осады крепостей. В связи с этим для защиты стен от пушечных ядер их стали делать более толстыми, верхнюю их часть для отражения попадающих ядер стали закруглять, а нижнюю часть стали защищать отрывкой более глубокого и широкого рва, выбрасывая избыток земли за контрэскарп (начало гласиса). Контрэскарп затем стали одевать каменной стенкой с подпорами (контрфорсами), обращёнными к неприятелю. С внутренней стороны стены стали устраивать для пехоты каменные банкеты со ступенями, а для артиллерии стали присыпать земляную насыпь — валганг (от немецкого слова walgang — «ход по валу»), в стенах стали делать разнообразной формы амбразуры для стрельбы из пушек и кулеврин.
Башни стали так видоизменять, чтобы они могли выполнять роль фланкирующих построек (то есть чтобы с них можно было вести огонь вдоль стен), стали придавать им полукруглую форму и строить их с большим выступом вперёд и с открытой горжей. Такие постройки стали называть ронделями (от слова rond — «круглый»). В ронделях иногда располагали помещения для орудий — казематы. Иногда ронделями окружали уже существующие башни. Проводником всех этих новых идей был Альбрехт Дюрер, изложивший свои мысли в сочинении «Руководство к укреплению городов, замков и теснин», выпущенном в 1527 году в Нюрнберге.
Затем, в начале XVI века, рондели заменили на пятиугольные выступы, названные бастионами. Их особенно активно строили в Италии.

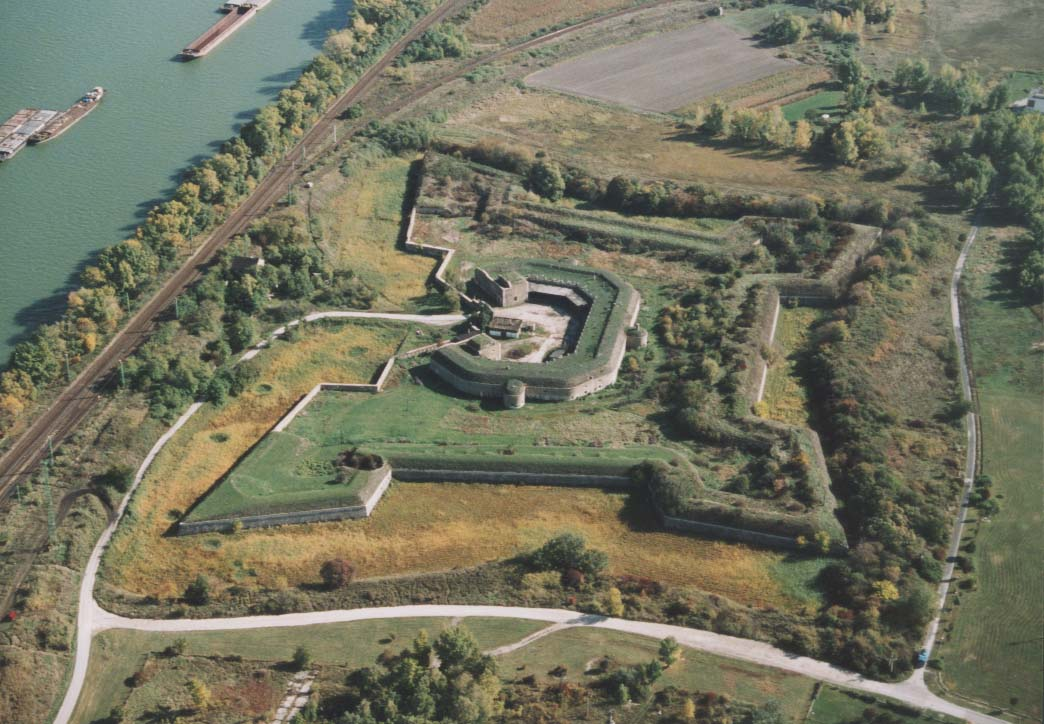
Бастионы крепости Комарно

В середине XVI века началась война за независимость Нидерландов от Испании. Старые стены нидерландских городов не могли противостоять пушкам, а строить каменные бастионы по «итальянской системе» не было ни денег, ни времени. Поэтому голландцы стали строить бастионы с низкими земляными валами, но защищённые широкими водяными рвами. Впереди основных бастионов возводились вспомогательные укрепления. Укрепление с одним бастионным фронтом (куртина и 2 полубастиона по краям, похожие на рога) назвали «горнверком» (horn-verk), а с двумя фронтами — «кронверком» (crone-verk). Иногда устраивались двойные, даже тройные горнверки.

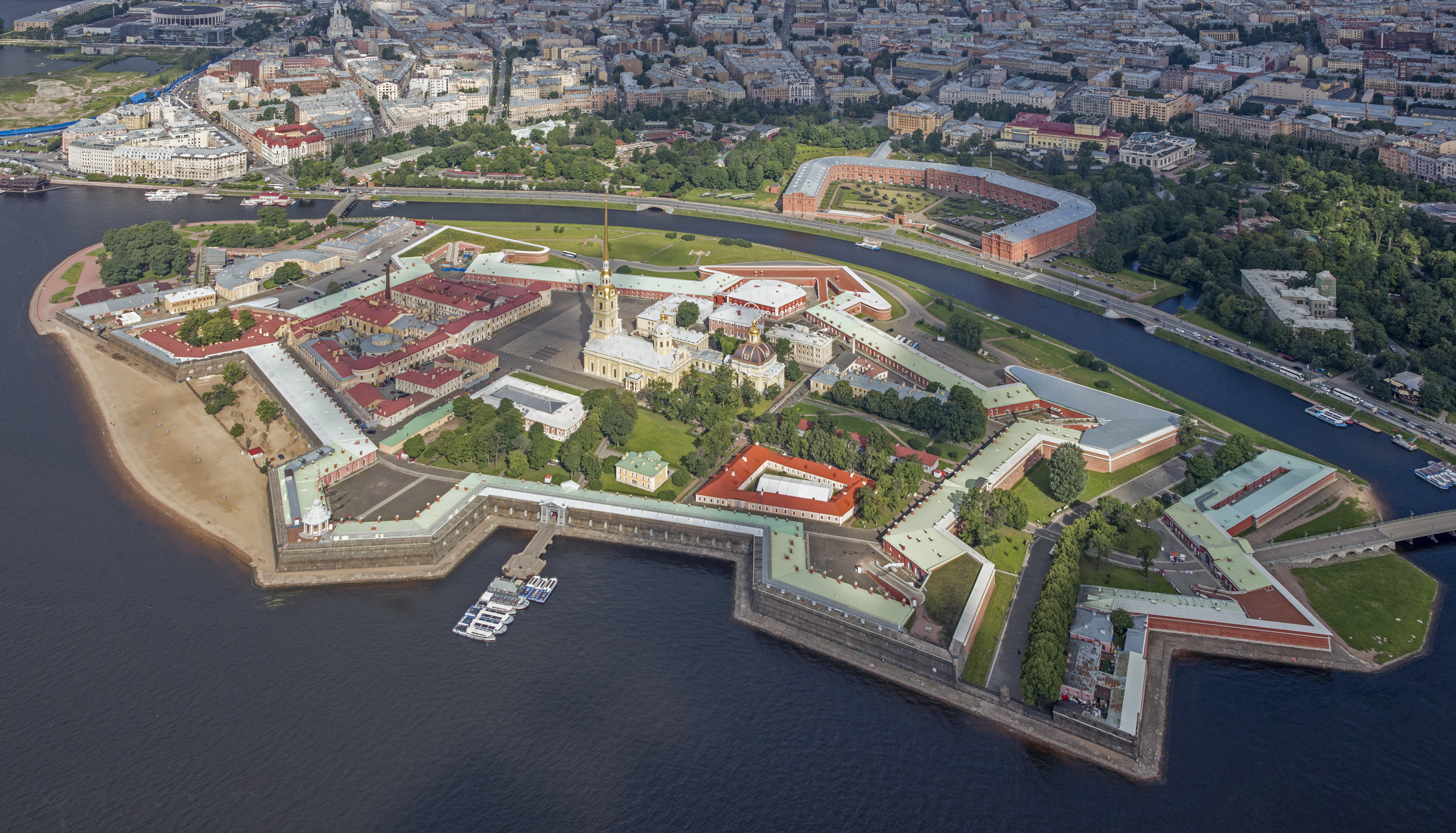
Петропавловская крепость — пример бастионной крепости

В начале XVII века французский инженер Блез Франсуа Паган сформулировал строго геометрические приёмы проектирования бастионов. Очень грамотно использовал условия местности при строительстве каждой крепости во второй половине XVII века другой французский инженер Себастьен Вобан. После Вобана место главного теоретика фортификации занял Луи де Кормонтень. Он формализовал процесс проектирования крепостей, вывел идеальные, по его мнению, методы и пропорции.
В войнах конца XVII—XVIII веков крепости играли очень важную роль. Это было связано с тем, что армии этого времени стали зависеть от подвоза продовольствия из магазинов (складов), а такие склады надёжнее всего было размещать в крепостях. Поэтому было важно занять крепости в стране противника, чтобы разместить там свои склады. Кроме того, гарнизон крепости, оставшейся в тылу наступающих, мог угрожать их коммуникациям, препятствуя подвозу продовольствия. Военные кампании в эту эпоху часто сводились к тому, что часть армии осаждала какую-либо крепость, а другая часть армии прикрывала осаждающих от армии противника.

### Крепости в XIX — начале XX веков
Во время наполеоновских войн роль крепостей уменьшилась. Это было связано, во-первых, с тем, что армии стали значительно больше и полководцы при наступлении могли спокойно оставлять крепости противника в своём тылу, выделив часть войск для наблюдения за ними. Во-вторых, армии стали добывать продовольствие в стране противника путем реквизиций и в связи с этим стали меньше зависеть от размещаемых в крепостях магазинов.

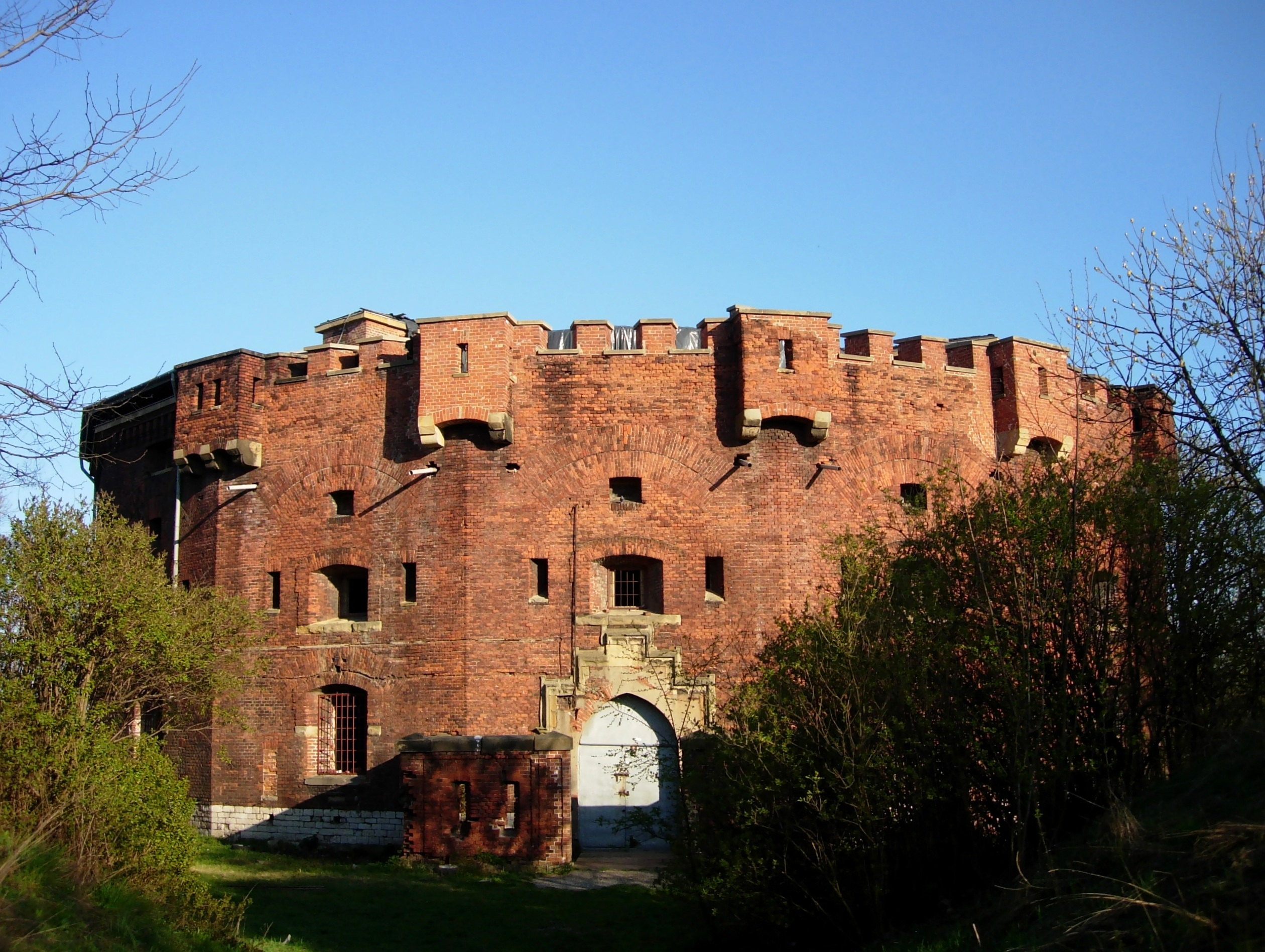
Форт «Бенедикт» Краковской крепости

Это привело к выводам, что старые крепости, состоящие из одной сомкнутой ограды, не могут вместить в себе средства для питания и снабжения армии, маневрирующей по соседству, и дать этой армии временное убежище, что они не могут вмещать достаточно сильный и большой гарнизон, который мог бы при благоприятных обстоятельствах вести активные операции, что старые крепости не защищают жителей, городские здания, склады от бомбардирования осадными орудиями. В связи с этим возникла идея больших крепостей-лагерей с отдельно расположенными впереди ограды укреплениями (фортами), не позволяющими противнику установить орудия достаточно близко для обстрела укреплённого ядра крепости. Первые такие крепости-лагери возникли в Германии по Рейну начиная с 1816 года (Майнц, Кёльн, Кобленц, Гермерсгейм, позднее Раштатт), Ингольштадт, Познань — в 1841 году; затем в Италии — Генуя и Верона в 1833 году, наконец, во Франции — Париж (Тьерская городская стена и форты) и Лион (1841 год) и Австрии — Краков (1846 год).
Однако во второй половине XIX века появилась более дальнобойная нарезная артиллерия. Поэтому во время франко-прусской войны 1870—1871 годов при осаде Парижа даже форты не спасали его от обстрела.
Поэтому после этой войны вокруг Парижа было построено второе кольцо фортов — свыше 30 новых фортов и батарей, с периметром 140 километров и удалением от города в среднем на 13 километров.

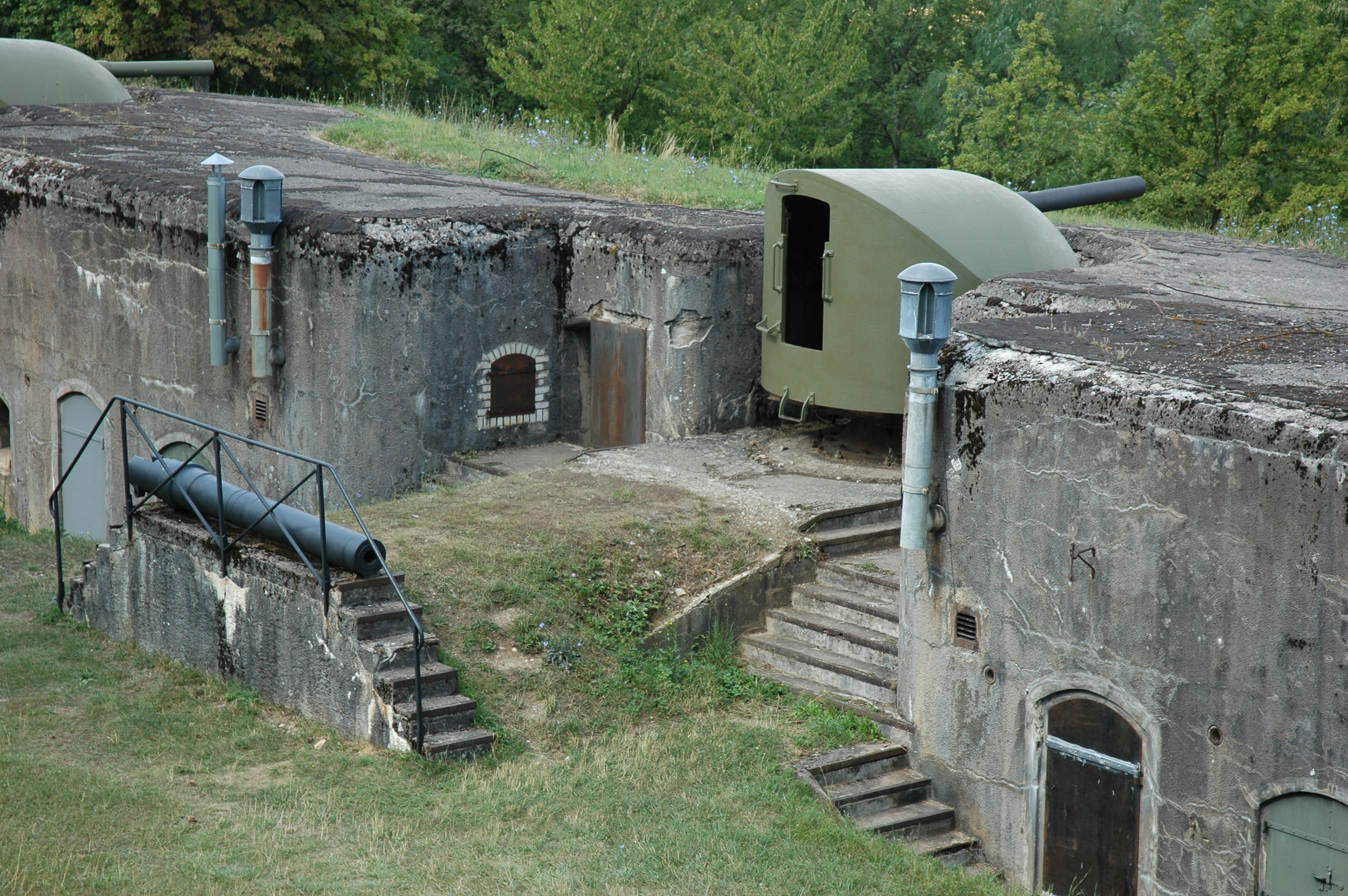
Броневые башни Крепости кайзера Вильгельма II (форт Мюциг)

В 1880-х годах появились фугасные снаряды, снаряжённые пикриновой кислотой вместо пороха. Перекрытия из кирпича не выдерживали взрывов таких снарядов. Пришлось кирпич заменять бетоном, затем железобетоном и значительно увеличивать толщину стен и перекрытий. К концу XIX века на фортах появились броневые башни. Открыто стоящие дальнобойные батареи (имевшиеся ещё на бастионах) стали выносить из фортов, чтобы рассредоточить огонь противника. Для фланкирования промежутков между фортами вместо открыто стоящих пушек стали использовать капониры и полукапониры. Появились «казематы Буржа» — капониры, прикрытые со стороны противника каменной стенкой.

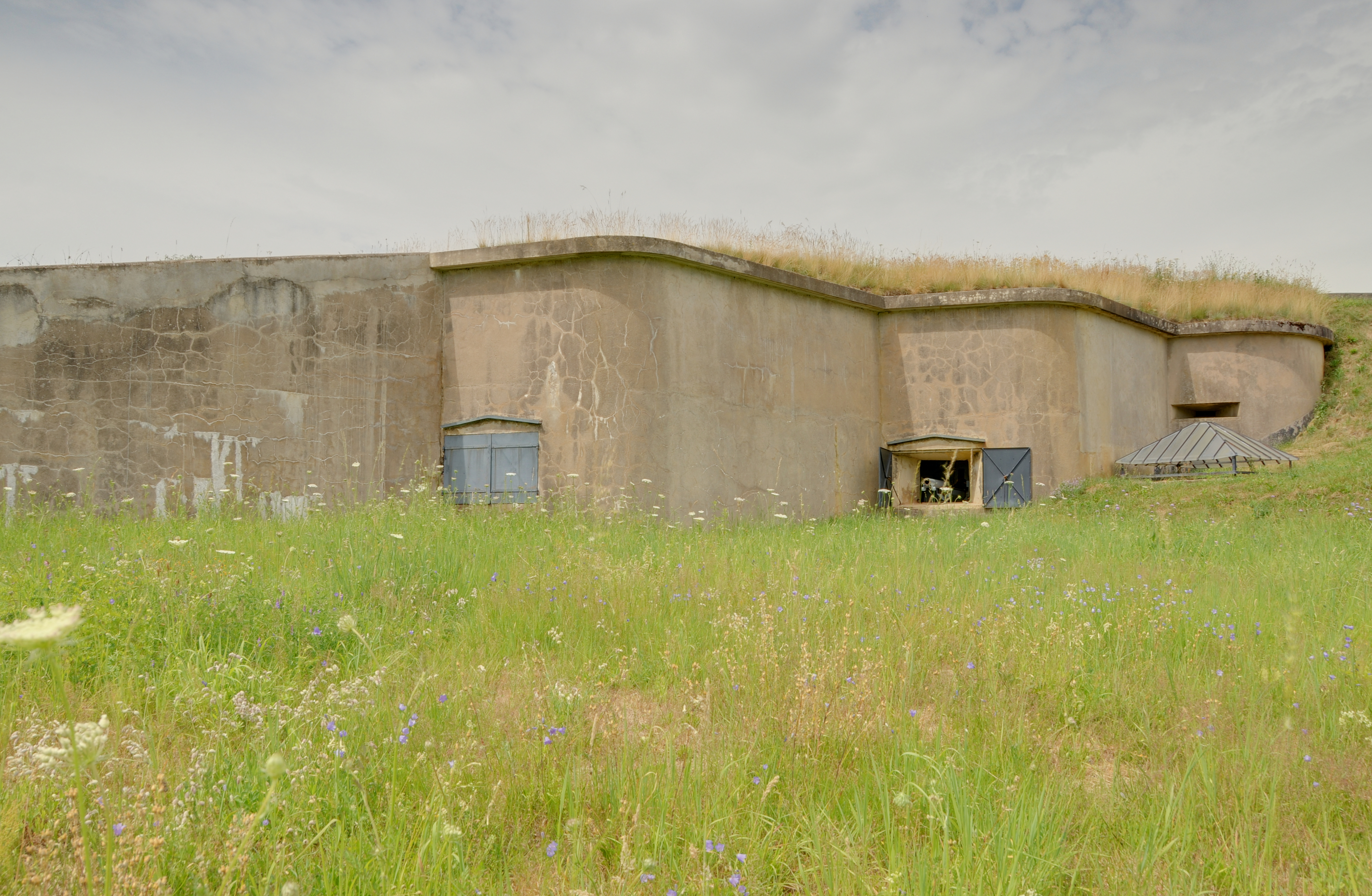
«Каземат Буржа» одного из фортов Эпиналя

Помимо фортов в составе крепостей, строились отдельные сооружения, как правило, для защиты важных дорог, проходов. Они назывались «фортами-заставами» («малыми крепостями»).

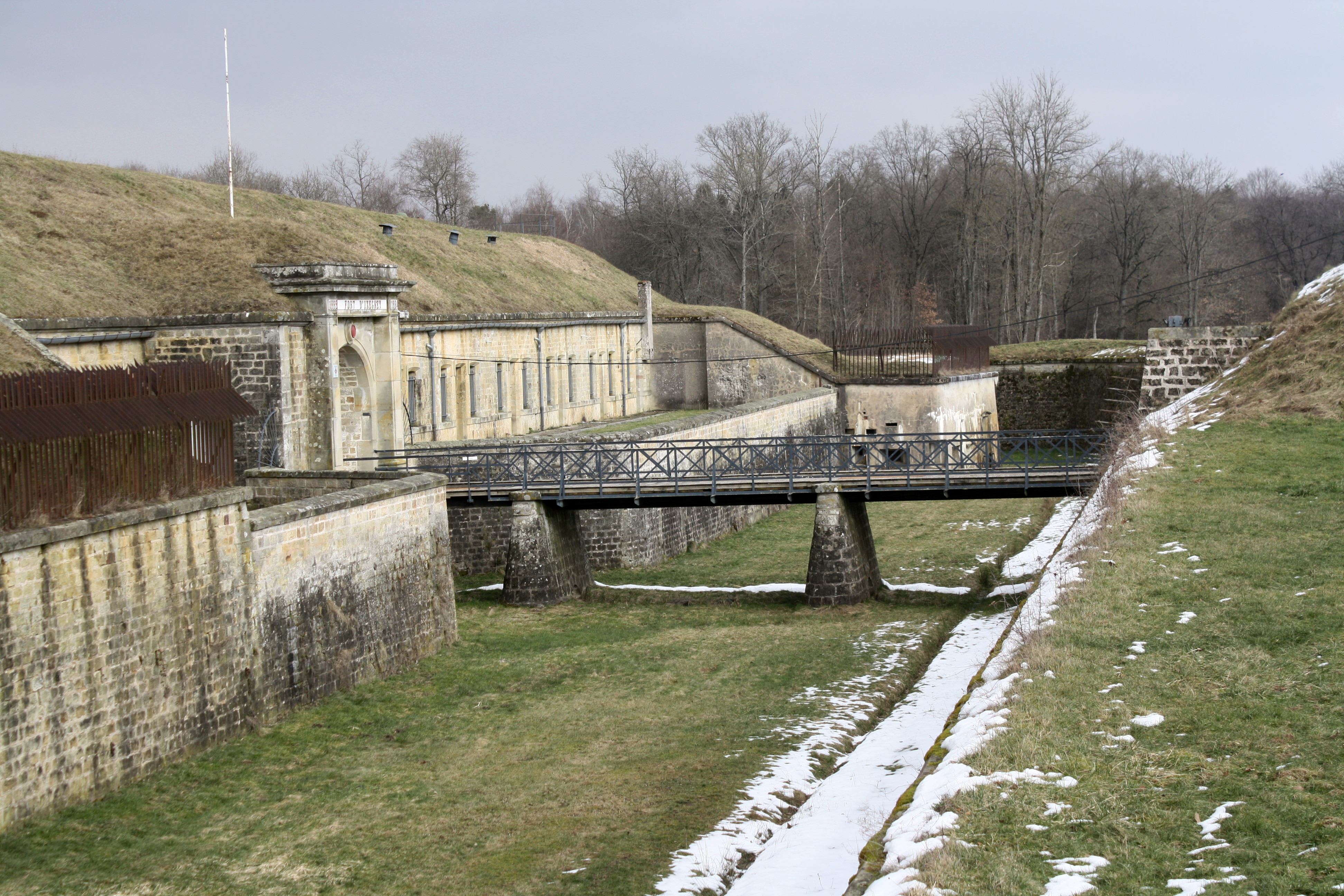
Один из фортов Эпиналя, построенный в 1882—1884 годах

Общее количество крепостей намного уменьшилось. Так, если во Франции при Вобане были сотни крепостей (бастионных), а в XIX веке их число сократилось до нескольких десятков, то к 1914 во Франции имелось только 4 современных больших крепостей (Верден, Туль, Эпиналь, Бельфор) и 7 отдельных фортов-застав.
В 1900-х годах, чтобы затруднить задачу артиллерии осаждающих, стали строить укреплённые группы или распределённые форты (Befestigungsgruppe, Feste): отдельно пехотные позиции, отдельно броневые башни, отдельно фланкирующие капониры, отдельно казармы. Их соединяли подземными ходами (потернами) и окружали общим рвом с колючей проволокой. Построить такие форты к 1914 году успели только в Германии и Австро-Венгрии.
Первая мировая война показала, что любая изолированная крепость вскоре будет взята противником, но при наличии связи с тылом крепость может стать крепкой опорой для обороняющейся армии (Битва при Вердене, оборона Осовца). Война также показала, что будущее за распределёнными укреплениями, так как они менее уязвимы. Поэтому после этой войны вместо крепостей стали строить укреплённые районы.